# Kamp Groß Hesepe
Kamp Groß Hesepe (Duits: Lager XI Groß Hesepe) was het elfde van de vijftien Emslandlager. Lager XI was gelegen nabij het dorp Groß Hesepe, bij Nordhorn, ongeveer twintig kilometer ten noordoosten van Oldenzaal.

## Geschiedenis
Het kamp werd in de zomer van 1938 in opdracht van de Reichsarbeitsdienst gebouwd. Aanvankelijk zaten er werkelozen, die stukken van het Emsland in cultuur brachten. Na het verdwijnen van de Reichsarbeitsdienst nam justitie het kamp over. Zij wilden er een strafkamp voor 1.000 gevangenen van maken. Maar het Oberkommando der Wehrmacht (OKW) verplaatste direct daarna 7 barakken naar de zogenaamde Westwall en nam in september 1939 het kamp over. Direct na deze verbouwing werd een deel van het kamp afgebroken en verplaatst naar de Westwall. In september 1939 werd het kamp weer in oorspronkelijke staat hersteld en toegevoegd aan Stalag VI B Meppen-Versen. Kamp Groß Hesepe staat in de officiële Duitse lijst van concentratiekampen vermeld onder nr. 504. Bij de Emslandlager wordt het kamp Lager XI Groß Hesepe genoemd. In 1939 was Groß Hesepe een doorgangskamp voor Poolse krijgsgevangenen. In de zomer van 1940 werden Franse krijgsgevangen in dit kamp opgesloten. Na de Duitse opmars naar de Sovjet-Unie kwamen daar de Sovjet-krijgsgevangen soldaten bij. In september waren ca. 1.500 krijgsgevangenen in het kamp. Na 1943 kwamen daar 2.175 Italiaanse krijgsgevangenen bij.

## De omstandigheden
Volgens het in de oorlog geldende Volkenrecht moesten krijgsgevangenen netjes en gelijk behandeld worden. De nationaalsocialisten zagen de Sovjet-krijgsgevangenen echter als Bolsjewieken en rekenden hen tot hun aartsvijanden. Vanuit die gedachtegang eigenden de bewakers zich het recht toe om deze krijgsgevangenen zwaar te mishandelen en liefst te doden. De Sovjet-soldaten kregen dan ook geen onderkomen en sliepen doorgaans in de openlucht, zomer en winter. Zij kregen ook geen gereedschap om bijvoorbeeld holen te graven en geen eten of nauwelijks voldoende voeding. Wel werd van hen verwacht, dat zij zware arbeid in het veen verrichtten. Velen van hen vielen dan ook van de honger of uitputting neer. De bewakers schoten veel van deze dwangarbeiders uit de Sovjet-Unie onder de ogen van de lokale bevolking, tot diens ontzetting, dood. De doodgeschoten krijgsgevangenen werden vaak als oud vuil achtergelaten. Van hogerhand was het bevel: "Hoe meer Russen er sterven, hoe beter voor het nationaalsocialisme".

## Na de oorlog
In Groß Hesepe zijn maar 872 sterfgevallen geregistreerd, waaronder zeventien Fransen, zes Polen, drie Belgen, drie Joegoslaven en een Griek. De daadwerkelijke aantallen moeten wel veel hoger zijn. Ongeveer 750 Italianen zijn in eerste instantie begraven in Fullen. De slachtoffers uit de Sovjet-Unie werden in Dalum begraven. Hun aantal ligt naar schatting tussen 8.000 en 16.000. De Sovjet-krijgsgevangenen waren voor de nazi's nog niet waard, dat men hun aantal bijhield. Van het kamp zijn nog enkele barakken overgebleven, maar deze staan op de nominatie om afgebroken te worden. Ook staan er nog enkele locomotieven en lorries, die gebruikt werden voor personenvervoer naar het veen.

## Dodental
In de vijftien Emslandlager hebben naar schatting 100.000 krijgsgevangenen en 80.000 politieke- en strafgevangenen moeten verblijven. Naar schatting zijn 30.000 van deze gevangenen in de Emslandlager vermoord. Voor het merendeel zijn dat Sovjet-krijgsgevangenen geweest. Deze liggen op negen begraafplaatsen en in massagraven begraven. Per kamp kan zowel qua inwonertal als ten aanzien van het dodental niets specifieks met zekerheid worden gezegd. Van de begraafplaatsen is voor een deel van de gevallen wel bekend hoeveel mensen er liggen en welke nationaliteit deze mensen hadden. Hoeveel van de 180.000 kamp bewoners de oorlog hebben overleefd is onbekend. Velen zijn later in andere kampen vermoord.

## Ontsnappingen
Soms moesten de gevangenen op enkele honderden meters van de Nederlandse grens werken. Regelmatig trachten de gevangenen de Nederlandse grens over te vluchten. Bij die vluchtpogingen werd er gericht op de gevangenen geschoten. Toch zijn er enige tientallen ontsnappingen gelukt. Maar Nederland stuurde de asielzoekers in de meeste gevallen terug. Vaak betekende dat alsnog de dood van de vluchteling. In enkele gevallen, die publieke aandacht trokken, werden asielzoekers niet naar Duitsland teruggestuurd, maar naar andere landen uitgewezen.